# Bobrovček
Bobrovček je naseljeno mjesto u okrugu Liptovský Mikuláš u Žilinskom kraju u Slovačkoj.

## Stanovništvo
| Godina:     | 1993. | 2003.    | 2013.    | 2023.   |
| ----------- | ----- | -------- | -------- | ------- |
| Broj ljudi: | 241   | 202      | 177      | 165     |
| Razlika:    |       | -16,18 % | -12,37 % | -6,77 % |

| Godina:     | 2022. | 2023.   |
| ----------- | ----- | ------- |
| Broj ljudi: | 170   | 165     |
| Razlika:    |       | -2,94 % |

Prema podatcima o broju stanovnika iz 2023. godine naselje je imalo 165 stanovnika.

## Vanjske poveznice
|  | Zajednički poslužitelj ima još gradiva o temi Bobrovček |

- Službena stranica naselja (sl.)